# Bobâlna
Bobâlna là một xã thuộc hạt Cluj, România. Dân số thời điểm năm 2002 là 1894 người.